# Ultimate Cup Series 2020
Navigation
Édition précédente Édition suivante
L' Ultimate Cup Series 2020 est la deuxième saison de la série. Pour l'année 2020, le Challenge GT Sprint fait son apparition.

## Calendrier
Le championnat se jouera en 4 étapes, toutes situées en France.
| N° | Dates           | Circuit                       | Lieu         | Pays   |
| -- | --------------- | ----------------------------- | ------------ | ------ |
| 1  | 3-6 septembre   | Circuit de Dijon-Prenois      | Dijon        | France |
| 2  | 24-27 septembre | Circuit de Nevers Magny-Cours | Magny-Cours  | France |
| 3  | 15-18 octobre   | Circuit de Nevers Magny-Cours | Magny-Cours  | France |
| 4  | 4-6 novembre    | Circuit Paul-Ricard           | Le Castellet | France |

## Challenge Proto / Challenge CN

### Engagés
| No. | Équipe              | Voiture        | Pilotes               | Manche | Manche | Manche | Manche |    |    |    |    |
| No. | Équipe              | Voiture        | Pilotes               | DIJ    | MC1    | MC2    | LEC    |    |    |    |    |
| P3  | P3                  | P3             | P3                    | P3     | P3     | P3     | P3     | P3 | P3 | P3 | P3 |
| --- | ------------------- | -------------- | --------------------- | ------ | ------ | ------ | ------ | -- | -- | -- | -- |
| 9   | ANS Motorsport      | Ligier JS P320 | Nicolas Schatz        |        |        |        | •      |    |    |    |    |
| 9   | ANS Motorsport      | Ligier JS P320 | Jonathan Brossard     |        |        |        | •      |    |    |    |    |
| 10  | Team Virage         | Ligier JS P320 | Julien Gerbi          |        |        |        | •      |    |    |    |    |
| 10  | Team Virage         | Ligier JS P320 | Petru Florescu        |        |        |        | •      |    |    |    |    |
| 16  | BHK Motorsport      | Ligier JS P320 | Sergio Campana        |        |        |        | •      |    |    |    |    |
| 16  | BHK Motorsport      | Ligier JS P320 | Francesco Zollo       |        |        |        | •      |    |    |    |    |
| 21  | DB Autosport        | Duqueine D08   | Stéphane Panepinto    | •      |        | •      | •      |    |    |    |    |
| 21  | DB Autosport        | Duqueine D08   | Lionel Robert         | •      |        | •      |        |    |    |    |    |
| 21  | DB Autosport        | Duqueine D08   | Antoine Robert        | •      |        |        |        |    |    |    |    |
| 21  | DB Autosport        | Duqueine D08   | Jordan Perroy         |        |        |        | •      |    |    |    |    |
| 37  | Cool Racing         | Ligier JS P320 | Théo Chalal           |        |        |        | •      |    |    |    |    |
| 37  | Cool Racing         | Ligier JS P320 | Sébastien Baud        |        |        |        | •      |    |    |    |    |
| 69  | Cool Racing         | Ligier JS P320 | Maurice Smith         | •      | •      | •      |        |    |    |    |    |
| 69  | Cool Racing         | Ligier JS P320 | Matthew Bell          | •      |        |        |        |    |    |    |    |
| 69  | Cool Racing         | Ligier JS P320 | Maxime Scalabrini     |        | •      |        |        |    |    |    |    |
| 69  | Cool Racing         | Ligier JS P320 | Antoine Doquin        |        |        | •      | •      |    |    |    |    |
| 69  | Cool Racing         | Ligier JS P320 | Bruce Jouanny         |        |        |        | •      |    |    |    |    |
| 73  | TS Corse            | Duqueine D08   | Pietro Peccenini      | •      | •      | •      | •      |    |    |    |    |
| 73  | TS Corse            | Duqueine D08   | Hugo Carini           | •      | •      | •      |        |    |    |    |    |
| 73  | TS Corse            | Duqueine D08   | Alessandro Bracalente |        |        |        | •      |    |    |    |    |
| 77  | Team Virage         | Ligier JS P320 | Philippe Cimadomo     | •      |        | •      | •      |    |    |    |    |
| 77  | Team Virage         | Ligier JS P320 | Alain Costa           | •      |        |        |        |    |    |    |    |
| 77  | Team Virage         | Ligier JS P320 | Lionel Amrouche       |        | •      |        | •      |    |    |    |    |
| 88  | Team Virage         | Ligier JS P320 | Miguel Cristovao      | •      | •      | •      | •      |    |    |    |    |
| 88  | Team Virage         | Ligier JS P320 | Julian Wagg           | •      | •      | •      | •      |    |    |    |    |
| 88  | Team Virage         | Ligier JS P320 | Alessandro Ghiretti   | •      | •      | •      |        |    |    |    |    |
| 88  | Team Virage         | Ligier JS P320 | Julien Falchero       |        |        |        | •      |    |    |    |    |
| P4  |                     |                |                       |        |        |        |        |    |    |    |    |
| 4   | R-Breizh Motorsport | Ligier JS P4   | Christophe Girardot   |        | •      |        |        |    |    |    |    |
| 4   | R-Breizh Motorsport | Ligier JS P4   | Guillaume Veyrat      |        | •      |        |        |    |    |    |    |
| 4   | R-Breizh Motorsport | Ligier JS P4   | Alain Girard          |        |        | •      |        |    |    |    |    |
| 4   | R-Breizh Motorsport | Ligier JS P4   | Franck Seemann        |        |        | •      |        |    |    |    |    |
| CN  |                     |                |                       |        |        |        |        |    |    |    |    |
| 57  | EGA Racing          | Norma M20 FC   | Elio Gamba            | •      |        |        |        |    |    |    |    |
| 57  | EGA Racing          | Norma M20 FC   | Vincent Berdat        | •      |        |        |        |    |    |    |    |
| 57  | EGA Racing          | Norma M20 FC   | Anthony Sinopoli      | •      |        |        |        |    |    |    |    |
| 71  | ANS Motorsport      | Norma M20 FC   | Xavier Fort           | •      | •      | •      | •      |    |    |    |    |
| 71  | ANS Motorsport      | Norma M20 FC   | Nicolas Marroc        | •      | •      |        | •      |    |    |    |    |
| 71  | ANS Motorsport      | Norma M20 FC   | Jean-Philippe Jouvent | •      | •      | •      | •      |    |    |    |    |
| 72  | ANS Motorsport      | Norma M20 FC   | Alexandre Yvon        | •      |        |        |        |    |    |    |    |
| 72  | ANS Motorsport      | Norma M20 FC   | Nicolas Schatz        | •      | •      |        |        |    |    |    |    |
| 72  | ANS Motorsport      | Norma M20 FC   | Jonathan Brossard     |        | •      |        |        |    |    |    |    |
| 72  | ANS Motorsport      | Norma M20 FC   | Philibert Michy       |        |        |        | •      |    |    |    |    |
| 72  | ANS Motorsport      | Norma M20 FC   | Erwan Bastard         |        |        |        | •      |    |    |    |    |
| 221 | DB Autosport        | Norma M20 FC   | Daniel Bassora        | •      | •      | •      | •      |    |    |    |    |
| 221 | DB Autosport        | Norma M20 FC   | Jarno                 | •      | •      |        | •      |    |    |    |    |
| 221 | DB Autosport        | Norma M20 FC   | Lucas Valkre          |        |        | •      |        |    |    |    |    |

### Classements
Pour les voitures ayant participé à l'intégralité du championnat, un décompte est prélevé. Le pire résultat est retiré.
Attribution des points
| Système des points | Système des points | Système des points | Système des points | Système des points | Système des points | Système des points | Système des points | Système des points | Système des points | Système des points | Système des points |
| Position           | 1er                | 2e                 | 3e                 | 4e                 | 5e                 | 6e                 | 7e                 | 8e                 | 9e                 | 10e                | Au-delà            |
| ------------------ | ------------------ | ------------------ | ------------------ | ------------------ | ------------------ | ------------------ | ------------------ | ------------------ | ------------------ | ------------------ | ------------------ |
| Course Coef. 1     | 25                 | 18                 | 15                 | 12                 | 10                 | 8                  | 6                  | 4                  | 2                  | 1                  | 0.5                |
| Course Coef. 2     | 50                 | 36                 | 30                 | 24                 | 20                 | 16                 | 12                 | 8                  | 4                  | 2                  | 1                  |

## Challenge GT Endurance

### Engagés
| Icône   | Classe  |
| ------- | ------- |
| UGT     | UGT     |
| UGTFREE | UGTFREE |
| UGTX    | UGTX    |
| UGTC    | UGTC    |
| UT      | UT      |

| Équipe | Voiture             | Classe          | No.                              | Manche | Manche | Manche | Manche | Manche | Manche |
| Équipe | Voiture             | Classe          | Pilotes                          | DIJ    | MC1    | MC2    | NAV    | POR    | EST    |
| ------ | ------------------- | --------------- | -------------------------------- | ------ | ------ | ------ | ------ | ------ | ------ |
| 1      | Visiom              | UGTFREE         | Ferrari 488 GT3                  |        |        |        |        |        |        |
| 1      | Visiom              | UGTFREE         | Jean-Paul Pagny                  |        |        |        |        |        |        |
| 1      | Visiom              | UGTFREE         | Thierry Perrier                  |        |        |        |        |        |        |
| 1      | Visiom              | UGTFREE         | Jean-Bernard Bouvet              |        |        |        |        |        |        |
| 30     | Autosport GP        | UGTC            | Alpine A110 Cup                  |        |        |        |        |        |        |
| 30     | Autosport GP        | UGTC            | Traynard Edwin                   |        |        |        |        |        |        |
| 30     | Autosport GP        | UGTC            | Traynard Franck                  |        |        |        |        |        |        |
| 44     | Autosport GP        | UGTC            | Alpine A110 Cup                  |        |        |        |        |        |        |
| 44     | Autosport GP        | UGTC            | Lilou Wadoux                     |        |        |        |        |        |        |
| 44     | Autosport GP        | UGTC            | Jean-Baptiste Mela               |        |        |        |        |        |        |
| 45     | AB Sport Auto       | UGTFREE         | Renault R.S.01                   |        |        |        |        |        |        |
| 45     | AB Sport Auto       | UGTFREE         | Franck Thybaud                   |        |        |        |        |        |        |
| 45     | AB Sport Auto       | UGTFREE         | Lucien Crapiz                    |        |        |        |        |        |        |
| 45     | AB Sport Auto       | UGTFREE         | Eric Cayrolle                    |        |        |        |        |        |        |
| 49     | R-Breizh Motorsport | UT              | Volkswagen Golf TCR              |        |        |        |        |        |        |
| 49     | R-Breizh Motorsport | UT              | Hervé Boujuan                    |        |        |        |        |        |        |
| 49     | R-Breizh Motorsport | UT              | Miroslav Kristofor               |        |        |        |        |        |        |
| 55     | Team Virage         | UGTX            | Aston Martin Vantage GT4         |        |        |        |        |        |        |
| 55     | Team Virage         | UGTX            | Javier Cobian                    |        |        |        |        |        |        |
| 55     | Team Virage         | UGTX            | Julien Gerbi                     |        |        |        |        |        |        |
| 55     | Team Virage         | UGTX            | Stephane Adler                   |        |        |        |        |        |        |
| 71     | Martinet by Alméras | UGTC            | Porsche 911 GT3 Cup              |        |        |        |        |        |        |
| 71     | Martinet by Alméras | UGTC            | Pierre Martinet                  |        |        |        |        |        |        |
| 71     | Martinet by Alméras | UGTC            | Gérard Tremblay                  |        |        |        |        |        |        |
| 71     | Martinet by Alméras | UGTC            | Victor Weyrich                   |        |        |        |        |        |        |
| 74     | Cool Racing         | UGTC            | Ligier JS2R                      |        |        |        |        |        |        |
| 74     | Cool Racing         | UGTC            | Sébastien Baud                   |        |        |        |        |        |        |
| 74     | Cool Racing         | UGTC            | Philippe Mondolot                |        |        |        |        |        |        |
| 74     | Cool Racing         | UGTC            | Christophe Kubryk                |        |        |        |        |        |        |
| 121    | Dijon Racing Team   | UT              | Peugeot 308 TCR                  |        |        |        |        |        |        |
| 121    | Dijon Racing Team   | UT              | Thomas Comparot                  |        |        |        |        |        |        |
| 121    | Dijon Racing Team   | UT              | Fabrice Bouchet                  |        |        |        |        |        |        |
| 123    | Turbo 2000 Sport    | UT              | Opel Astra TCR                   |        |        |        |        |        |        |
| 123    | Turbo 2000 Sport    | UT              | Laurent Mayet                    |        |        |        |        |        |        |
| 123    | Turbo 2000 Sport    | UT              | Alain Gaunot                     |        |        |        |        |        |        |
| 123    | Turbo 2000 Sport    | UT              | Didier Pierrard                  |        |        |        |        |        |        |
| 134    | Vortex              | UGTX            | Vortex Light                     |        |        |        |        |        |        |
| 134    | Vortex              | UGTX            | Gilles Courtois                  |        |        |        |        |        |        |
| 134    | Vortex              | UGTX            | Patrick Brochier                 |        |        |        |        |        |        |
| 134    | Vortex              | UGTX            | Cyril Neveu                      |        |        |        |        |        |        |
| 135    | Vortex              | UGTX            | Vortex Light                     |        |        |        |        |        |        |
| 135    | Vortex              | UGTX            | Cyril Calmon                     |        |        |        |        |        |        |
| 135    | Vortex              | UGTX            | Arnaud Tsamere                   |        |        |        |        |        |        |
| TBA    | ABM by Krafft       |                 | Lamborghini Huracán Super Trofeo |        |        |        |        |        |        |
| TBA    | ABM by Krafft       | Milan Petelet   |                                  |        |        |        |        |        |        |
| TBA    | ABM by Krafft       | Stéphane Louard |                                  |        |        |        |        |        |        |
| TBA    | ABM by Krafft       | Simon Escallier |                                  |        |        |        |        |        |        |
| TBA    | ABM by Krafft       |                 | Renault R.S.01                   |        |        |        |        |        |        |
| TBA    | ABM by Krafft       |                 |                                  |        |        |        |        |        |        |
| TBA    | ABM by Krafft       |                 |                                  |        |        |        |        |        |        |
| TBA    | ABM by Krafft       |                 | Porsche 911 GT3 R                |        |        |        |        |        |        |
| TBA    | ABM by Krafft       |                 |                                  |        |        |        |        |        |        |
| TBA    | ABM by Krafft       |                 |                                  |        |        |        |        |        |        |
| TBA    | ABM by Krafft       |                 | Porsche Cayman GT4               |        |        |        |        |        |        |
| TBA    | ABM by Krafft       |                 |                                  |        |        |        |        |        |        |
| TBA    | ABM by Krafft       |                 |                                  |        |        |        |        |        |        |

### Classements
Pour les voitures ayant participé à l'intégralité du championnat, un bonus de 15 points est ajouté au résultat final.
Attribution des points
| Système des points | Système des points | Système des points | Système des points | Système des points | Système des points | Système des points | Système des points | Système des points | Système des points | Système des points | Système des points |
| Position           | 1er                | 2e                 | 3e                 | 4e                 | 5e                 | 6e                 | 7e                 | 8e                 | 9e                 | 10e                | Au-delà            |
| ------------------ | ------------------ | ------------------ | ------------------ | ------------------ | ------------------ | ------------------ | ------------------ | ------------------ | ------------------ | ------------------ | ------------------ |
| Course Coef. 1     | 25                 | 18                 | 15                 | 12                 | 10                 | 8                  | 6                  | 4                  | 2                  | 1                  | 0.5                |
| Course Coef. 2     | 50                 | 36                 | 30                 | 24                 | 20                 | 16                 | 12                 | 8                  | 4                  | 2                  | 1                  |

## Challenge Monoplace

### Engagés
| Icône | Classe           |
| ----- | ---------------- |
| GD    | Gentleman Driver |

| No. | Équipe             | Classe | Pilotes                  | Voiture               | Manche | Manche | Manche | Manche | Manche | Manche |
| --- | ------------------ | ------ | ------------------------ | --------------------- | ------ | ------ | ------ | ------ | ------ | ------ |
| 2   | Formula Motorsport |        | Formule Renault 2.0      | Walter Rykart         |        |        |        |        |        |        |
| TBA | LAMO Racing        |        | Tatuus F.3 T-318 Renault |                       |        |        |        |        |        |        |
| TBA | LAMO Racing        |        | Tatuus F.3 T-318 Renault |                       |        |        |        |        |        |        |
| TBA | LAMO Racing        |        | Formule Renault 2.0      |                       |        |        |        |        |        |        |
| TBA | LAMO Racing        |        | Formule Renault 2.0      |                       |        |        |        |        |        |        |
| TBA | LAMO Racing        |        | Formule Renault 2.0      |                       |        |        |        |        |        |        |
| TBA | Graff Racing       | GD     | Tatuus F.3 T-318 Renault | Eric Trouillet        |        |        |        |        |        |        |
| TBA | Graff Racing       | GD     | Tatuus F.3 T-318 Renault | Adrien Chila          |        |        |        |        |        |        |
| TBA | Graff Racing       |        | Tatuus F.3 T-318 Renault | Konstantin Lachenauer |        |        |        |        |        |        |

### Classements
Attribution des points
| Système des points | Système des points | Système des points | Système des points | Système des points | Système des points | Système des points | Système des points | Système des points | Système des points | Système des points | Système des points | Système des points | Système des points | Système des points | Système des points | Système des points | Système des points | Système des points | Système des points | Système des points |
| Position           | 1er                | 2e                 | 3e                 | 4e                 | 5e                 | 6e                 | 7e                 | 8e                 | 9e                 | 10e                | 11e                | 12e                | 13e                | 14e                | 15e                | 16e                | 17e                | 18e                | 19e                | 20e                |
| ------------------ | ------------------ | ------------------ | ------------------ | ------------------ | ------------------ | ------------------ | ------------------ | ------------------ | ------------------ | ------------------ | ------------------ | ------------------ | ------------------ | ------------------ | ------------------ | ------------------ | ------------------ | ------------------ | ------------------ | ------------------ |
| Course Coef. 1     | 28                 | 24                 | 20                 | 17                 | 16                 | 15                 | 14                 | 13                 | 12                 | 11                 | 10                 | 9                  | 8                  | 7                  | 6                  | 5                  | 4                  | 3                  | 2                  | 1                  |
| Course Coef. 2     | 56                 | 48                 | 40                 | 34                 | 32                 | 30                 | 28                 | 26                 | 24                 | 22                 | 20                 | 18                 | 16                 | 14                 | 12                 | 10                 | 8                  | 6                  | 4                  | 2                  |